# 神風 (2代神風型駆逐艦)
神風（かみかぜ）は、日本海軍の2代目神風型駆逐艦の1番艦。1922年（大正11年）に竣工した。日本海軍の艦名としては1905年（明治38年）竣工の初代神風型駆逐艦・神風に続いて2隻目。太平洋戦争中は北方警備、1945年以降は南西方面で輸送や護衛に従事した。ペナン沖海戦、アメリカ潜水艦ホークビルとの死闘を経て、シンガポールで無傷で終戦を迎えた。戦後は特別輸送艦（復員船）となったが、1946年に静岡県沖で座礁し、1947年に解体された。

## 艦歴

### 建造 - 太平洋戦争開戦まで
1918年（大正7年）、八六艦隊案で一等駆逐艦11隻の建造計画が議会で承認され、当時の主力駆逐艦峯風型駆逐艦6隻と共に峯風型の改良型駆逐艦3隻の建造が予算化された。1920年（大正9年）の八八艦隊案で駆逐艦32隻の建造が承認されると、峯風型以降の駆逐艦名は量産化に対応するため、番号表記に変更された。1921年（大正10年）10月12日、着工を予定する改良型駆逐艦7隻に第一、第三、第五、第七、第九、第十一、第十三駆逐艦の各艦名が与えられ、第一駆逐艦が12月15日に三菱長崎造船所で起工した。これが後の神風である。 1922年（大正11年）8月24日、第一駆逐艦は艦艇類別等級表に登録された。9月25日に進水。12月28日に竣工し、横須賀鎮守府籍となった。
- 第二から第二十六までの偶数番号は、若竹型駆逐艦に充てられた。

建造当初の第一駆逐艦は基準排水量1270トン、航続距離14ノット3,600カイリ、主砲12センチ単装砲4門、53センチ魚雷連装発射管3基6門で、基本性能は峯風型を上回ったが艦型を含めた抜本的な変更はなかった。1923年（大正12年）1月6日、第一駆逐艦は峯風型駆逐艦3隻（野風、波風、沼風）の第1駆逐隊に編入され、第3駆逐隊（汐風、夕風、太刀風、帆風）と共に第二水雷戦隊（旗艦：軽巡北上）に所属した。9月1日の関東大震災発生時は、第二水雷戦隊等と共に航海中だったが、救援活動のため各艦と共へ横須賀に戻った。1924年（大正13年）4月24日、第一号駆逐艦に改称され、1926年（大正15年）12月1日、同型艦に第一号型駆逐艦の呼称が設けられた。
1928年（昭和3年）4月1日、掃海艇となっていた初代・神風が除籍された。8月1日、第一号駆逐艦は神風型駆逐艦・神風と改名され、同型艦8隻も峯風型同様、すべて風にちなんだ新艦名（朝風〔第三号〕、春風〔第五号〕、松風〔第七号〕、旗風〔第九号〕、追風〔第十一号〕、疾風〔第十三号〕 、朝凪〔第十五号〕、夕凪〔第十七号〕）が与えられた。1929年（昭和4年）11月30日から1年間、第1駆逐隊（野風、沼風、波風、神風）は空母加賀と第一航空戦隊を編成した。1930年（昭和5年）12月1日、第1駆逐隊は第1航空戦隊を外れ、横須賀鎮守府警備艦船予定となった。同日から1931年（昭和6年）1月31日まで、駆逐隊司令は小沢治三郎大佐が務めた。日中戦争では華北、華中の沿岸作戦に従事した。1933年（昭和8年）3月3日の昭和三陸地震発生時、神風は横須賀港にあり、第1駆逐隊の野風 ・沼風、第6駆逐隊の電・雷と共に同日午後に出港した。野風は4日早朝までに宮城県の気仙沼に着き、救援にあたった。
峯風型、神風型の基本設計は続く睦月型駆逐艦でも踏襲されたが、1929年 - 1932年にかけて1700トン級の吹雪型駆逐艦24隻が順次竣工し、1936年（昭和11年）にワシントン海軍軍縮条約が失効して駆逐艦の大型化・重武装化が進むと、峯風型・神風型・睦月型の駆逐艦は主力艦隊の護衛や第一線の水雷戦隊から徐々に外れ、近海の警備や哨戒、船団護衛などの後方支援が多くなった。1939年（昭和14年）11月15日に第1駆逐隊（神風、野風、波風）は大湊要港部所属となり、1940年（昭和15年）2月10日に沼風が再編入した。太平洋戦争の開戦時には睦月型以前の駆逐艦は旧式化しており、北洋警備の駆逐艦の代替として建造された占守型海防艦4隻（占守、国後、八丈、石垣）が開戦直前に就役したが、神風など第1駆逐隊は、戦争中期まで北方警備を担い続けた。

### 太平洋戦争
1941年（昭和16年）12月8日の太平洋戦争開戦時、第1駆逐隊（神風、野風、沼風、波風）は国後、八丈、石垣、駆逐艦沖風等と共に大湊警備府に所属し、千島防備部隊の司令として北海道や千島列島方面の交通保護の任務に従事した。第1駆逐隊は千島、厚岸方面哨区の哨戒、海上護衛にあたった。また大湊警備府部隊は第五艦隊（軽巡多摩、木曾等）と協同し、ソ連の警戒任務に従事した。6月、アリューシャン方面の戦いの支援に当たり、7月から千島東方海面哨区の哨戒に従事する。
10月、アッツ島再占領作戦に参加。同作戦では北方部隊の重巡洋艦「那智」とともに主隊として行動した。10月26日、「神風」は加熊別湾に到着。10月27日に主隊は輸送部隊と共に出撃し、アッツ島への陸軍部隊の揚陸に成功した。
11月からは千島東方、津軽海峡方面で船団護衛に従事した。
1943年（昭和18年）前半は宗谷海峡方面、北千島方面の船団護衛に従事した。5月12日、米軍がアッツ島に攻撃を開始してアッツ島の戦いが始まると、神風と沼風は千島方面に出動し、警戒任務に従事した。6月から津軽海峡方面での船団護衛、8月から千島方面での船団護衛に従事した。10月10日、春日均少佐が艦長に就任し、春日は終戦後に神風が退役するまで艦長を務めた。
神風は1944年（昭和19年）2月9日-3月8日まで函館で入渠整備を行い、その後は千島方面での作戦輸送、船団護衛に従事した。9月18日、波風が択捉島沖で米潜水艦の雷撃で大破した。神風と野風が救援活動を行い、神風が波風を小樽まで曳航した。波風は第1駆逐隊を外れ、同隊は2隻となった。12月7日から大湊で入渠整備を実施した。26日、第1駆逐隊は対潜水艦部隊の第三十一戦隊の指揮下に入った。
1945年（昭和20年）1月10日、神風と野風は連合艦隊附属となり南方進出を命じられて大湊を出港した。1月19日、第1駆逐隊（野風、神風）は瀬戸内海西部伊予灘で伊号第十三潜水艦との訓練を実施した。21日、神風は門司に到着した。
その後、第1駆逐隊は門司から鎮海方面、台湾・基隆間など南西方面の船団護衛に従事した。
26日、第1駆逐隊はタンカー永洋丸、特設水上機母艦讃岐丸、タンカー東城丸を護衛し、門司を出港してシンガポールへ向かった。28日、米潜水艦スペードフィッシュがヒ91船団を襲撃し、海防艦「久米」と讃岐丸を撃沈。神風は両艦船の乗員を救助し、生存者を鎮海に送り届けた後、2月3日に基隆に移動した。
2月5日、神風と野風は第三十一戦隊の指揮下を離れた。
2月10日、第1駆逐隊は北号作戦の支援を下令された。13日に馬公を出撃し、14日に第四航空戦隊（戦艦日向、戦艦伊勢、軽巡大淀）、第二水雷戦隊の駆逐艦3隻（霞、初霜、朝霜）と合流した。旧式の神風、野風は悪天候の中、速力18ノットの戦艦に追尾するのも苦労したという。
2月15日夜、馬祖島で第1駆逐隊は分離された。神風と野風はシンガポールへ向かったが、20日に野風はカムラン湾で米潜水艦パーゴの雷撃を受け、沈没した。
15日に駆逐艦2隻（汐風、朝顔）が第1駆逐隊に編入されたが、燃料不足でシンガポールを拠点とする神風と合流できず、神風は単艦で第十方面艦隊（司令長官福留繁中将）の第五戦隊（司令官橋本信太郎少将、重巡羽黒・足柄）附属となった。

### ペナン沖海戦
5月7日（14日とも）、アンダマン諸島輸送作戦のため、神風と羽黒は燃料と物資を満載してシンガポールを出港した。神風は積み荷を増やすために魚雷を降ろし、魚雷発射管を撤去していたという。15日にB-24重爆1機に触接され、偵察機からの報告で羽黒と神風は一旦反転したが、英第26駆逐隊の駆逐艦5隻は夜戦を仕掛けることを計画した。16日午前1時頃、羽黒と神風と英軍駆逐艦5隻が遭遇し、ペナン沖海戦が勃発した。
- 春日艦長は羽黒からの指示がなかったことについて「士気の低下、緊張の欠如から来た油断」と指摘している[71]。

神風は被弾して27名が戦死、14名が重傷を負った。羽黒は応戦したが、甲板に物資が満載されて砲塔の旋回もできず、まもなく被弾・被雷して大火災となった。混乱する中、神風は羽黒から機銃の誤射を受け、「ワレカミカゼ」と発光信号を送った。神風は2時50分、レーダーが捉えた陸地の方向に進んで戦場を離脱したが、羽黒は集中砲火を浴びて沈没した。神風はペナンに退避し陸揚げ作業と燃料補給の後、会戦した海域に戻って駆潜艇57号と共に羽黒の乗員約320名を救助したが、橋本少将、杉浦嘉十羽黒艦長らは戦死した。17日、シンガポールに到着した。

### バンカ海峡での戦闘
6月4日、輸送任務のため重巡足柄とシンガポールを出港した。翌日バタヴィアに到着し、陸軍兵（足柄約1200名、神風約400名）と物資を搭載。7日、シンガポールに向け出港した。英潜水艦トレンチャントは米潜水艦から日本艦隊バタビア入港の情報を得てバンカ海峡北口附近で待ち受け、英潜水艦スティジァンも同海峡に配置された。8日、スティジァンは先行した神風を雷撃したが回避され、逆に追尾・攻撃された。スティジァンは帆を張ってジャンク船に偽装し、ジャンク船団の群に紛れたという。同日12時15分頃、バンカ海峡北側でトレンチャントが足柄を撃沈した。神風は足柄の三浦速雄艦長を含む乗員853名と陸兵400名を救助し、シンガポールに入港した。シンガポールには大破した重巡妙高と重巡高雄が停泊していたが、行動可能な駆逐艦以上の戦闘艦艇は神風1隻となった。
6月中旬から仏印方面輸送に2回従事した。18日、第4号掃海艇と共にタンカー1隻を護衛、シンガポールを出撃して仏印西岸ハッチェンに向かった。20日、B-24爆撃機六機が襲来し、タンカーは炎上・航行不能となった。神風も至近弾で少量の浸水被害を受け、タンカーの乗員を収容後、22日にシンガポールに戻った。

### 米潜水艦ホークビルとの闘い
1945年（昭和20年）7月15日、「神風」は特設掃海艇3隻と共に「第三菱丸」（850トン）他2隻の油槽船を護衛してシンガポールから仏印のハッチェンへ向かった。
18日昼過ぎに連合軍の潜水艦の跳梁するマレー半島テンゴール岬沖（北緯04度10分 東経106度30分 / 北緯4.167度 東経106.500度）に差しかかったため、輸送船は陸地に近づいて航行し、神風は沖に出て之字運動を開始した。
米潜水艦ホークビルが船団を発見し、神風を攻撃目標に艦首から魚雷6本を発射した 。しかし潜望鏡やソナーでホークビルを探知していた神風は回避し、魚雷は神風の両側を通過した。20分後、神風がホークビルとの距離を800メートルまで縮めたところで、ホークビルは艦尾から魚雷を3本発射。ホークビルは命中を確信し、潜望鏡を上げて確認しようとしたが、神風はこの攻撃も回避した。魚雷1本は、神風の左舷2メートル - 3メートルの海中をかすめたという。ホークビルは神風の至近を潜望鏡深度で通過した。
神風が爆雷を投下し、損傷したホークビルは急浮上して、艦首を海上に急角度で突き出した。神風は艦尾の40ミリ連装機銃で攻撃し、ホークビルのスキャンランド艦長は5インチ砲での海上砲撃戦を覚悟した。しかし急速注水に成功し、ホークビルは深度33メートルの海底に沈座した。神風は19時過ぎまで爆雷攻撃を繰り返した後、海面の木片や油膜から撃沈確実と判断し、船団を追って海域を退去した。ホークビルは日付が19日に変わってすぐに浮上したが、ジャイロコンパス、温度計、減速装置、無線装置、音響兵器などが故障したため、スービック湾で修理を行った。帰投中に再び神風が護衛する輸送船団と遭遇したが、戦闘は起きなかった。
神風の敢闘はアメリカ海軍から高く評価され、スキャンランド艦長は1953年（昭和28年）11月、春日艦長に手紙を送った。以来、幾度か文通し、スキャンランド艦長は春日を「最も熟練した駆逐艦艦長」と称えた。春日は「今思うと、沈めんでよかった。何かこれでほッとした気持です」と述懐した。
その後、油槽船1隻が被雷するが、残り2隻はハッチェンに到着。荷揚げ後、「神風」などの護衛でシンガポールに向かった。途中、船団は大型機3機の攻撃を受けたが、1機を撃墜した。
神風は8月15日、シンガポールで終戦を迎えた。

### 戦後
1945年（昭和20年）10月5日、日本に帰投し、駆逐艦籍から除籍された。11月中旬、東京で訊問を受ける元第十方面艦隊長官の福留繁と、内地還送人員約400名を乗せてシンガポールを出発した。浦賀着後、福留は東京で米国戦略爆撃調査団の聴取を受けた。12月1日、特別輸送艦の指定を受ける。12月20日、神風は再び福留を乗せて本土を出発し、シンガポールに戻った。その後、復員輸送に従事した。
1946年（昭和21年）6月4日（もしくは6日）夕刻、静岡県御前崎沖にて、サイゴンから浦賀港に向かっていた旧海防艦国後（復員便約500名乗船）が、漁船の灯火を御前埼灯台と誤認して座礁した。7日、神風は国後を救出作業中に座礁した。乗員は救助されたが、2隻は潮汐と磯波の影響で海岸側に約15度傾斜した状態となった。旧駆逐艦夏月が曳船による引きおろしを試みたが失敗、神風と国後は2隻とも放棄された。6月27日、特別輸送艦から除籍。7月21日、春日は艦長職を退任した。1947年（昭和22年）10月31日、神風の解体は終了した。

## 公試成績
| 状態   | 排水量（常備） | 出力       | 速力        | 実施日             | 実施場所 | 備考     |
| ------ | -------------- | ---------- | ----------- | ------------------ | -------- | -------- |
| 新造時 | 1,443トン      | 40,312馬力 | 38.67ノット | 1922年（大正11年） |          | 全力公試 |

## 歴代艦長
※『艦長たちの軍艦史』237-239頁による。

### 艤装員長
1. （心得）蒲田静三 少佐：1922年9月20日[109] - 1922年12月1日[110]
2. 蒲田静三 中佐：1922年12月1日[110] - 1922年12月28日[111]

### 駆逐艦長
1. 蒲田静三 中佐：1922年12月28日[111] - 1924年2月5日[112]
2. 石川哲四郎 中佐：1924年2月5日[112] - 1924年3月10日[113]
3. 広岡正治 中佐：1924年3月10日[113] - 1924年12月1日[114]
4. 白石邦夫 少佐：1924年12月1日[114] - 1925年12月1日[115]
5. 原顕三郎 少佐：1925年12月1日[115] - 1926年12月1日[116]
6. 佐藤慶蔵 少佐：1926年12月1日[116] - 1927年5月28日[117]
7. （兼）帖佐敬吉 少佐：1927年5月28日[117] - 1927年8月10日[118]
8. 村瀬頼治 少佐：1927年8月10日[118] - 1927年9月15日[119]
9. （兼）帖佐敬吉 少佐：1927年9月15日[119] - 1927年12月1日[120]
10. 小林徹理 中佐：1927年12月1日[120] - 1928年12月10日
11. 長尾惣助 中佐：1928年12月10日[121] － 1929年11月30日[122]
12. 久宗米次郎 少佐：1929年11月30日[122] - 1930年11月15日[123]
13. （兼）大森仙太郎 少佐：1930年11月15日[123] - 12月1日[30]
14. 伏見宮博義王 少佐：1930年12月1日[30] - 1932年5月2日[124]
15. 田村劉吉 少佐：1932年5月2日[124] - 1933年4月1日[125]
16. （兼）小林徹理 大佐：1933年4月1日[125] - 1933年5月20日[126]
17. 小野良二郎 少佐：1933年5月20日[126] - 1933年9月1日[127]
18. 山口捨次 少佐：1933年9月1日[127] - 1935年10月31日[128]
19. 谷井保 少佐：1935年10月31日[128] - 1936年10月8日[129]
20. 渡辺保正 少佐：1936年10月8日[129] - 1937年12月1日[130]
21. 有本輝美智 少佐：1937年12月1日[130] - 1938年12月15日[131]
22. （兼）高橋鉄郎 少佐：1938年12月15日[131] -1939年4月1日[132]
23. （兼）矢野寛二 少佐：1939年4月1日[132] - 1939年9月26日[133]
24. 高須賀修 少佐：1939年9月26日[133] - 1940年10月15日[134]
25. 橋本金松 少佐：1940年10月15日[134] - 1942年4月10日[135]
26. 松本正平 大尉：1942年4月10日[135] - 1943年10月10日[44]
27. 春日均 少佐：1943年10月10日[44] -